# Carl Allan Kemme
Carl Allan Kemme (Effingham, Illinois, 14 de agosto de 1960) é um clérigo americano e bispo católico romano de Wichita.
Carl Kemme recebeu o sacramento da ordenação em 10 de maio de 1986 do Bispo de Springfield, Illinois, Daniel Leo Ryan.
Em 2009, Kemme renunciou ao cargo de vigário geral e moderador para se tornar administrador diocesano sede vacante após a saída do bispo George Lucas. Com a instalação de um novo bispo em Springfield, Kemme voltou a ser vigário geral e moderador, permanecendo em ambas as funções até 2014.
Em 20 de fevereiro de 2014, o Papa Francisco nomeou-o Bispo de Wichita. O Arcebispo de Kansas City, Joseph Fred Naumann, ordenou-o bispo em 1º de maio do mesmo ano; Os co-consagradores foram o Bispo de Springfield em Illinois, Thomas John Paprocki, e o Arcebispo de Omaha, George Joseph Lucas.